# هان برخر
هان برخر (هلندی: Han Berger؛ زادهٔ ۱۷ ژوئن ۱۹۵۰) بازیکن و مربی فوتبال اهل هلند بود.
وی مربی تیم‌هایی همچون باشگاه فوتبال اوترخت و باشگاه فوتبال آزد آلکمار بوده‌است.